# Maximiliano de Almeida
Maximiliano de Almeida é um município brasileiro do estado do Rio Grande do Sul.

## Geografia
Localiza-se a uma latitude 27º37'56" sul e a uma longitude 51º48'12" oeste, estando a uma altitude de 583 metros.
Possui uma área de 215,94 km² e sua população estimada em 2010 era de 4.911 habitantes.